# Swiftia miniata
Swiftia miniata är en korallart som först beskrevs av Achille Valenciennes 1855.  Swiftia miniata ingår i släktet Swiftia och familjen Plexauridae. Inga underarter finns listade i Catalogue of Life.